# Freya chapare
Freya chapare là một loài nhện trong họ Salticidae.
Loài này thuộc chi Freya. Freya chapare được María Elena Galiano miêu tả năm 2001.